# I Shall Exterminate Everything Around Me That Restricts Me from Being the Master
I Shall Exterminate Everything Around Me That Restricts Me from Being the Master – czwarty album Electric Six wydany w 2007 roku.

## Spis utworów
1. "It's Showtime!" 1:53
2. "Down at McDonnelzzz" 4:01
3. "Dance Pattern" 3:41
4. "Rip It!" 3:37
5. "Feed My Fuckin Habit" 2:11
6. "Riding on the White Train" 2:48
7. "Broken Machine" 3:16
8. "When I Get to the Green Building" 3:54
9. "Randy's Hot Tonight!" 3:04
10. "Kukuxumusu" 3:51
11. "I Don't Like You" 2:53
12. "Lucifer Airlines" 2:49
13. "Lenny Kravitz" 3:06
14. "Fabulous People" 2:27
15. "Sexy Trash" 2:08
16. "Dirty Looks" 4:46